# Montouliers
Montouliers é uma comuna francesa na região administrativa de Occitânia, no departamento de Hérault. Estende-se por uma área de 7,7 km². Em 2010 a comuna tinha 216 habitantes (densidade: 28,1 hab./km²).